# Ibach (Svitto)
Ibach (toponimo tedesco) è una frazione di 4 365 abitanti della città svizzera di Svitto, nel Canton Svitto (distretto di Svitto). Vi ha sede la Victorinox, azienda produttrice del coltellino svizzero.